# Plaque des Kermadec
Pour les articles homonymes, voir Kermadec.
La plaque des Kermadec est une microplaque tectonique de la lithosphère de la planète Terre. Sa superficie est de 0,012 45 stéradians. Elle est généralement associée à la plaque australienne.
Elle se situe dans l'Ouest de l'océan Pacifique et couvre les îles Kermadec et l'Est de l'île du Nord de la Nouvelle-Zélande.
La plaque des Kermadec est en contact avec les plaques des Tonga, pacifique et australienne.
Ses frontières avec les autres plaques sont notamment formées de la fosse des Kermadec sur la côte Est des Kermadec et de la fosse de Hikurangi sur la côte Est de l'île du Nord.
Le déplacement de la plaque des Kermadec se fait à une vitesse de rotation de 2,831° par million d'années selon un pôle eulérien situé à 47° 52′ de latitude Nord et 3° 12′ de longitude Ouest (référentiel : plaque pacifique).
Un tremblement de terre de magnitude 6,7, lié à son déplacement a été signalé le 30 septembre 2013 avec un épicentre à 50 km au Nord de l'île de l'Espérance, sans déclenchement de Tsunami.

## Sources
- (en) Peter Bird, An updated digital model of plate boundaries, vol. 4, Geochemistry Geophysics Geosystems, 14 mars 2003 (DOI 10.1029/2001GC000252, Bibcode 2003GGG.....4.1027B, lire en ligne)